# 松尾泰伸
松尾 泰伸（まつお やすのぶ、Yasunobu Matsuo、1958年5月27日 - ）は、日本の作曲家、ヒーリング・ミュージックの音楽家（ピアニスト、シンセサイザー奏者）。和歌山県出身、02MA RECORDS (おつまレコード) 所属。

## 経歴
1982年、大阪芸術大学音楽学科作曲専攻卒業。
舞踏グループ「白虎社」のインドネシアツアーの音楽を担当。「ドビュッシー/印象派」に影響を与えたガムランミュージックとの共演日本人初のピアニストに。その後、日本、東アジア・東南アジア・中近東・ヨーロッパのワールドツアー公演での音楽を担当。
1988年「mar-pa」でメジャー・デビュー。1stアルバム「finale」・2ndアルバム「RIMLAND」をポニーキャニオンより発表。
1992年「mar-pa」解散後ソロ活動を開始。各種メディアへの音楽提供に努める。1997年〜日本の桜や世界遺産のネイチャー環境映像に音を捧げたDVD「Virtual trip」シリーズ（ポニーキャニオン）21タイトルへの楽曲提供。
2002年「02MA (おつま) RECORDS」を発足。2004年〜神社仏閣・日本の世界遺産・大自然の中での奉納演奏。2005年〜ヒーリングピアノソロコンサートツアー。2007〜桜のコンサートツアー。2008〜滋賀の庭園や自然の中での演奏会「四季の気配と共に暮らす音楽」シリーズ。2011「全国植樹祭わかやま2011」天皇皇后両陛下記念植樹「お手植え」のBGM/熊野のテーマソング「いのり」。「ダライ・ラマ法王14世特別講演・特別法話」高野山大学125周年記念、高野山大学・大阪会場BGM。2015『2015紀の国わかやま国体』総合開会式 式典前演技音楽作曲・音楽監修。
『羽生結弦 2015-2016 エキシビションプログラム楽曲』に、ピアノソロ3rd.アルバム【紫のルン】より「天と地のレクイエム（3・11東日本大震災 鎮魂曲）」が選ばれる。
2016年「和歌山/熊野本宮大社」「新潟/彌彦神社」奉納演奏『天地人』。
2017年「和歌山/熊野那智大社」～御創建1700年式年大祭～ 奉納演奏 『飛瀧』。

## ディスコグラフィー

### CD
- 1988年　「mar-pa」1stアルバム「finale」（ポニーキャニオン）
- 1989年　「mar-pa」2ndアルバム「RIMLAND」（ポニーキャニオン）
- 1992年　「mar-pa」3rdアルバム「mar-pa」
- 1994年　「海神の伝説」（和歌山世界リゾート博・リゾートページェント）
- 1996年　横澤和也「石笛」（キティ）作曲・編曲・プロデュース
- 2000年　コンピレーション「Nature〜relaxation〜Japan」（キティ）楽曲「Flying」収録
- 2002年
  - 1stピアノソロアルバム「for TERRA（地球の為に）」（ポニーキャニオン）
  - マキシシングル「ゆかし」（02MA RECORDS）プロデュース
  - コンピレーション「after summer」（ポニーキャニオン）
- 2004年　初のアンビエントアルバム/feeling music 感じるCD「rlung（ルン）＊風」（02MA RECORDS）
- 2005年
  - 熊野現地野外収録、「ゆかし/prayer（いのり）」（02MA RECORDS）
  - 「金太郎（かねたろう）/ついてる100回そんぐ」「ゆうさく/ついてる100回そんぐ」（02MA RECORDS）
- 2006年　初のピアノソロアルバム/ plays ベーゼンドルファー 2枚組、感じるCD「RED rlung/赤いルン」（02MA RECORDS）
- 2007年　メジャー・デビュー「THE縁起物〜聴くと幸せになる（かも）CD/ 金太郎（かねたろう）/ついてる100回そんぐ」（JVCエンタテインメント）
- 2008年
  - 「TVアニメーション『レンタルマギカ』Special Gift愛のアルバム〜for ♀ ♂」 2タイトル（JVCエンタテイメント）
  - 「ついてる100回そんぐ/アストラル ヴァージョン」収録発表（JVCエンタテイメント）
  - 初エナジーミュージック「energy music KUMANO」（02MA RECORDS）
- 2009年　2ndピアノ ソロアルバム「YELLOW rlung/黄色いルン」plays ベーゼンドルファー（02MA RECORDS）
- 2011年　3rdヒーリングシンセアルバム「五色の虹 〜平和の祈り〜」（02MA RECORDS）
- 2012年　3rdピアノソロアルバム「rlung Purple/紫のルン」（02MA RECORDS）
- 2015年　1stヒーリングピアノ・シンセサイザー ソロアルバム 「episode 2015」（02MA RECORDS）
- 2017年　2ndヒーリングピアノ・シンセサイザー ソロアルバム「Release」（02MA RECORDS）

### DVD
（特記以外すべてポニーキャニオン）
- 1989年　私のサンタボーイ/mar-pa
- 1997年　virtial trip 屋久島
- 1998年　virtial trip 四万十川
- 1999年
  - virtial trip さくら
    - 「ビデオコンポ2000」誌選定「'99DVDソフトオブザイヤー」を受賞

  - virtial trip 京都の秋
  - virtial trip 京都の紅葉
- 2000年
  - virtial trip 奄美
  - virtial trip 白神
  - virtial trip 美瑛・富良野
  - virtial trip 釧路・知床
- 2001年
  - virtial trip さくら第二章
- 2002年
  - virtial trip 屋久島part2
  - virtial trip 北海道・夏
- 2003年　virtial trip 八甲田
- 2004年　virtial trip 熊野
- 2005年
  - virtial trip さくら「reprise」
  - virtial trip さくら「nostalgia」
- 2006年
  - virtial trip 日本の名勝 / 癒しのさくら
  - 高倉健主演・チャン・イーモウ監督 ｢単騎、千里を走る。｣プロモーション映像作品『心の旅』（東宝DVD）
- 2007年　virtial trip 屋久島 〜悠久の楽園〜
- 2008年
  - virtial trip 高野山
  - virtial trip 屋久島 〜悠久の楽園〜 part1
  - virtial trip 屋久島 〜悠久の楽園〜 part2
  - virtial trip 屋久島 〜悠久の楽園〜 part3）
- 2010年　絶景!富士山 新・富嶽三十六景
- 2011年
  - virtial trip パワースポットへ行こう
  - virtial trip 金魚の美/アートアクアリウム
- 2013年
  - 【癒しの富士山】「ふるさとの祈り」「新たなる命の芽吹き」
  - 熊野本宮 玄峰老師 紙芝居

## 演奏
- 1982年
  - 舞踏グループ「白虎社」インドネシアツアー ガムランミュージシャンとの共演
  - 国内公演での数々の邦楽器奏者達との共演
- 1984年　フィリピン「アジア演劇祭」アティアティハン・マーチングドラムアンサンブルと共演
- 1985年　中近東・ヨーロッパツアー（イスラエル・西ドイツ・スイス・イタリア・ベルギー・フランス）
- 1986年　台湾｢世界演劇祭｣
- 1990年　「mar-pa」香港公演
- 1993年
  - 「白虎社」公演「ドリームタイム」音楽監修。和歌山 那智勝浦町 弁天島 「熊野国際アートフェスティヴァル」音楽監修
  - 「文楽とシンセサイザー」国立文楽劇場
- 1998年　愛知 豊田市「文化胎動 in TOYOTA」 出演
- 2000年
  - ｢一竹能／水姫神話｣ 河口湖 久保田一竹美術館
  - ｢きもので迎える日本のお正月｣きものファッションショー ジャパンツアー
  - 京都・高台寺/西暦二千年 夜間ライトアップ特別拝観記念公演「北山安夫氏による作品＜湖月＞音と光のコラボレーション｣
  - 京都 二条城「ドン・ペリニヨンと楽しむ にっぽんと遊ぼう」
- 2002年　フォルクスワーゲンNewPolo発表会オープニングアクト
- 2004年
  - ロータリークラブ世界大会/大阪ドーム
  - 熊野本宮大社「熊野世界遺産登録報告祭」奉納演奏
  - 「未生流」オープニングアクト
  - JAL「薬師寺音舞台」出演
  - 和歌山「平和の祈りコンサート」音楽監修
  - 和歌山 新宮　全龍寺「熊野世界遺産祈念コンサート」
  - 新潟県中越地震 十日町「避難所」演奏
- 2005年　アメリカ・アリゾナ・フェニックス/セドナ
- 2006年　青岸渡寺「那智の滝」奉納演奏
- 2007年
  - 熊野桜音詣/熊野舞台〜海・川・山〜シンセサイザーコンサート
  - 和歌山熊野古道 中辺路 高原熊野神社奉納演奏
  - 静岡放送ラジオ「静岡・富士山に捧げる」生演奏
  - カナダ/バンクーバ・コキットラム・ペンバートン・ウイスラー 「FIRST NATIONS」奉納演奏
  - 高野山 壇上伽藍、世界遺産3周年記念イベント「高野山町石ウオーク&声明LIVE」
- 2008年
  - 熊野本宮大斎原、世界遺産登録プレ5周年「一遍聖絵物語」
  - 高野熊野世界遺産登録5周年記念演奏、「高野山塔頭シンセサイザー奉納演奏 in 総持院」
  - 「演劇・一遍聖絵物語」ピアノソロ生演奏、和歌山 田辺
- 2010年
  - インドネシア、ロンボク・バリ
  - 熊野・那智勝浦「水車発電によるさくらのコンサート」
  - 「富士山を世界遺産に!」富士山山麓でのコンサート
- 2011年
  - 和歌山高野山大学/松下講堂黎明館 「チベット曼荼羅in高野山2011」に於ける奉納演奏
  - 東日本大震災・紀伊半島豪雨災害復興支援チャリティーコンサート
  - 「白馬美術館」ヒーリングピアノコンサート
- 2012年
  - 「国立京都国際会館 大会議場」で「五色の虹/平和の祈り」演奏
  - 熊野本宮大社 正遷座百二十年大祭「煌 ―きらめき―」記念奉納演奏
  - 東京PLANETS BREZZE 2012ヒーリングピアノソロコンサート〜惑星からの風〜
- 2013年
  - 「東京プロジェクト/ 祈り」ヒーリングピアノ
  - 富士山世界遺産登録記念ヒーリングピアノコンサート「祝!富士山が世界遺産に」河口湖円形ホール
  - 富士登山シンセサイザー演奏
- 2014年　和歌山みなべ「鹿島神社/明神祭」奉納演奏
- 2015年
  - 和歌山中辺路「高原熊野神社/祈願祭」奉納演奏
  - 『天と地のレクイエムin宮城』東日本大震災 東北復興支援 ピアノソロコンサート開催
- 2016年
  - 『天と地のレクイエム ～JAPAN Tour 2016～』東京 大阪 北海道 奈良 愛知 宮城 秋田 和歌山 新潟
  - 和歌山/熊野本宮大社」「新潟/彌彦神社」奉納演奏『天地人』
- 2017年
  - 『天と地のレクイエム ～JAPAN Tour 2017～』与論 沖縄
  - 「和歌山 熊野那智大社 ～御創建1700年式年大祭～ 奉納演奏 『飛瀧』

## 制作
- 1988年
  - ゲームミュージック「ヌイーゼン」
  - 「キャスターマイルド」TV・CM
- 1989年　ゲームミュージック「フェアリーテイル」
- 1993年
  - 「中山製鉄」TV・CM「flying」
  - 「コズミックシャワーin新梅田シティ」大阪新梅田シティ 空中庭園
- 1994年
  - 和歌山「世界リゾート博」リゾートページェント
  - けいはんな学研都市フェスティヴァル「平城京シンフォニー/響け大地」奈良平城宮跡
- 1995年
  - 建築家 竹山聖他のCD-ROM「IntoTheArchitect」
  - 写真家 津田洋甫のCD-ROM写真集「花・水・光」
  - 西本願寺「蓮如フェスタ」
- 1996年　富山「全国都市緑化フェア’96」テーマ館
- 1998年　NTTドコモ「関西の音風景」
- 2000年　毎日放送第13回JALステージスペシャル京都「清水寺音舞台」
- 2005年　東京国際映画祭オープニング出展作品、高倉健主演・チャン イーモウ監督「単騎、千里を走る」のプロモーション出展映像「心の旅」
- 2011年
  - 「全国植樹祭わかやま2011」天皇皇后両陛下記念植樹「お手植え」BGM/熊野のテーマソング「いのり」
  - 「ダライ・ラマ14世特別講演・特別法話」高野山大学125周年記念、高野山大学・大阪BGM
- 2015年
  - 『2015紀の国わかやま国体』総合開会式 式典前演技音楽 作曲 音楽監修
  - 『羽生結弦 2015-2016エキシビションプログラム楽曲』に、ピアノソロ3rd.アルバム『rlung Purple/紫のルン』より「天と地のレクイエム（3.11東日本大震災 鎮魂曲）」選出。

## 出版
- 2010年
  - 『エッセイ集「窓」第16集』 明窓出版　ISBN 978-4896342635
    - 「DNAの華が咲く」収載 （作曲家・ピアノ・シンセサイザーアーティスト 松尾泰伸）

- 2015年
  - 『天と地のレクイエム』ピアノピース（02MA RECORDS）
  - 『ピアノピース1229 3・11 ～天と地のレクイエム～ by 松尾泰伸(ピアノソロ) 』
    - 『羽生結弦2015-2016エキシビションプログラム楽曲』（フェアリー）

- 2016年
  - 『ピアノソロ/やさしいアレンジとドレミふりがな付きで これなら弾けるピアノ! 最初に弾きたい曲編』
    - ｢やさしくきれいに響くピアノソロ ピアノ鉄板セレクション』「天と地のレクイエム」収載（ケイ・エム・ピー）

- - 『ピアノソロ 中上級 ピアノで弾く フィギュアスケート名曲集 2015-2016』
  - 月刊ピアノ 2016年3月号』
  - 『ピアノソロ ずっと大切にしたい 心と心を結ぶ歌』
  - 『月刊Pianoプレミアム 極上のピアノ2016秋冬号』
    - 「天と地のレクイエム」収載（ヤマハミュージックメディア）

## 教育
- 1990年-2004年　大阪スクールオブミュージック専門学校 講師
- 1997年-2016年　大阪自由学院 副校長
- 2014年-現在　大阪芸術大学 音楽学科 講師